# 微齿凤丫蕨
微齿凤丫蕨（学名：Coniogramme fraxinea f. connexa）为裸子蕨科凤丫蕨属全缘凤丫蕨下的一个变型。

## 扩展阅读
- 維基物種上的相關：微齿凤丫蕨